# Pontificio seminario lombardo
Il Pontificio Seminario Lombardo dei santi Ambrogio e Carlo in Urbe è un'istituzione ecclesiastica che accoglie presbiteri diocesani inviati a Roma dal proprio vescovo per conseguire una specializzazione presso le università pontificie.
Sottoposto all'autorità della Conferenza episcopale lombarda, in quanto istituto ecclesiastico romano, il Pontificio Seminario Lombardo ha un rapporto di particolare dipendenza dalla Santa Sede. Tradizionalmente, molti degli alunni del Seminario erano provenienti dalle diocesi lombarde o comunque dal Nord Italia. Attualmente, il Seminario accoglie perlopiù presbiteri originari di altre diocesi italiane e preti provenienti dall'estero.

## Storia
Fondato dai vescovi lombardi nel 1854, il Pontificio seminario lombardo ha ricevuto l'approvazione di papa Leone XIII con il breve In supremo del 15 dicembre 1890.
Nel 1943 il rettore Francesco Bertoglio nascose nel seminario 65 ebrei, salvandoli così dalla deportazione ad Auschwitz. Per questo, Bertoglio fu onorato nel 2011, postumo, del titolo di Giusto tra le nazioni.
La sede attuale si affaccia sulla piazza antistante la basilica di Santa Maria Maggiore, nel rione Esquilino, fu inaugurata da papa Paolo VI giovedì 11 novembre 1965. La prima pietra di questa sede totalmente rinnovata era stata posta pochi anni prima - il 10 febbraio 1963 - dall'allora cardinale Montini, all'epoca arcivescovo di Milano. L'edificio, considerato tra le costruzioni moderne più significative del centro storico di Roma , fu progettato dagli architetti Attilio Spaccarelli e Fabrizio Bruno.
Dal 2003 la comunità del Seminario Lombardo è arricchita dalla presenza delle Povere suore di Nostra Signora (Poor Sisters of Our Lady), religiose provenienti dall'India.

## Rettori
- Antonio Muller (1863-1870)
- Ernesto Fontana (1878-1894)
- Alessandro Lualdi (1894-1904)
- Angelo Rotta (1904-1911), Giusto tra le nazioni
- Rodolfo Caroli (1911-1913)
- Ettore Baranzini (1920-1933)
- Francesco Bertoglio (1933-1961), Giusto tra le nazioni
- Ferdinando Maggioni (1961-1967)
- Antonio Fustella (1967-1969)
- Luigi Belloli (1969-1987)
- Dionigi Tettamanzi (1987-1989)
- Diego Coletti (1989-2000)
- Tullio Citrini (2000-2014)
- Ennio Apeciti (2014-2023)
- Mario Antonelli (dal 2023)